# Ganglio espinal

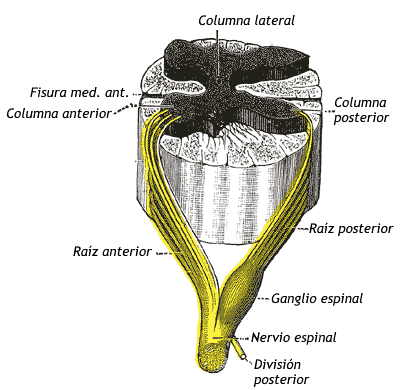
Ganglio espinal (derecha abajo) de la Raíz posterior. Vista lateral de Sección de la médula espinal y la raíz anterior (izquierda).

En anatomía y neurología, los ganglios de las raíces dorsales o ganglios espinales son un grupo de estructuras nodulares situados en las raíces dorsales o posteriores de los nervios espinales y donde se alojan los cuerpos de las neuronas de la vía aferente del sistema nervioso periférico (SNP).

## Anatomía
Los axones de las neuronas del ganglio de una raíz dorsal se conocen como axones aferentes, es decir, transmiten impulsos nerviosos desde la periferia hacia el sistema nervioso central (SNC) y por lo general son impulsos que llevan información sensitiva. Estas neuronas aferentes son neuronas pseudounipolares, en otras palabras, tienen un solo axón con dos ramas, una distal que trae información de un órgano sensorial, conectado con las dendritas, y otra proximal que actúa como axón propiamente dicho, llevando la información hacia el SNC.
A diferencia de la mayoría de las neuronas del SNC, un potencial de acción que se origina del proceso distal de una neurona espinal pasa por alto el cuerpo celular y continúa propagándose a lo largo del proceso proximal hasta llegar a la sinapsis del cuerno posterior de la médula espinal.[cita requerida]

## Porción distal
Las neuronas del ganglio espinal recogen información sensorial de porciones distales al sistema nervioso central. Estas pueden originar de una terminación nerviosa, encapsulada o no, como el corpúsculo de Meissner o el Corpúsculos de Pacini, los cuales envían información de estímulos como una caricia o vibración, respectivamente.